# Surinaams Inspraak Orgaan
De stichting Surinaams Inspraak Orgaan (SIO) is een adviesorgaan over onderwerpen die personen aangaan die in Nederland verblijven en uit Suriname afkomstig zijn.
Het SIO is op 13 maart 1985 opgericht. Het is gesprekspartner van de Nederlandse regering in het kader van het beleid van inburgering en integratie. Sinds 1997 vindt overleg plaats in het kader van het Landelijk Overleg Minderheden.
Sinds 2013 werkt het SIO samen met de andere organisaties in het Platform Surinaamse Diaspora.

## Voorzitters
De organisatie kent een directeur en een bestuur. Hieronder volgt een (incomplete) lijst van de bestuursvoorzitters van de SIO:
- ? 2010: Sheila Kroes[3]
- 2011-?: Roy Ho Ten Soeng[3]
- ca. 2017-?: Imelda Tjon-Fo[4]